# Poluszko-pole (pieśń)
Poluszko-pole (ros. Полюшко-поле) – radziecka pieśń z 1933 roku znana również jako Pieśń pól. Opowiada o bohaterach Armii Czerwonej, którzy opuszczają dom, swoje dziewczyny i idą na wojnę.
Pieśń powstała w 1933 roku. Jej autorami są poeta Wiktor Gusiew i kompozytor Lew Knipper. Premiera miała miejsce w 1933 roku. Skrócona wersja pieśni została wykonana przez Wierę Duchowską w sali Radiokomitetu budynku Centralnego Telegrafu w Moskwie. Pieśń została włączona przez kompozytora do IV symfonii pod nazwą Poemat o wojowniku Komsomołu (Поэма о бойце-комсомольце) w 1934 roku.
Poluszko-pole do swojego repertuaru włączyli Irma Jaunziem (Ирма Яунзем), Leonid Utiosow i wojskowe chóry. W 1937 roku Chór Aleksandrowa zaśpiewał ją w Paryżu. Leopold Stokowski uznał ją za najlepszą pieśń XX wieku. W 1945 roku w Londynie na Powszechnej Konferencji Młodzieży zaśpiewało ją sześć tysięcy uczestników.